# Прапор Авангарда
Пра́пор Авангарда — офіційний символ смт Авангард, Овідіопольського району Одеської області, затверджений рішенням Авангардівської селищної ради.
Квадратне полотнище розділене вертикально на три частини — жовту, синю, білу — в співвідношенні 2:3:2. На середній частині жовта арка з білими крилами, під якою білий мішок із жовтими монетами.